# Протопресвітер
Протопресві́тер (від дав.-гр. πρῶτος — перший) — сан священника у християнстві, старший над пресвітерами. В окремих автокефальних православних Церквах є аналогом сану протоієрея. В інших (зокрема в УПЦ), є почесним титулом — вищим званням для особи білого духовенства (одружених священників). Подібно до того як архімандрит є вищим пресвітерським званням в чорному духовенстві (монашествуючі священники). Аналогічні назви цього титулу з ідентичними функціональними обов'язками в українській мові — це протоієрей (від «ієрей») старший над ієреями, архіпресвітер, протопіп (від «піп»), протопоп. Слов'янський відповідник цього терміна — благочинний, котрий є помічником єпископа у нагляді за парафіяльними церквами й виконання наказів церковної влади, займається адміністративно-судовими справами. Свящинники в католицтві та православії одночасно є ієреями та пресвітирами (виключення з правила — диякони та єпископи). Розрізняють благочинних (пропресвітерів, протоієреїв) — парафіяльних, монастирських, старших. У протестантизмі (не в усіх деномінаціях) використовують поняття «пресвітер» без права використання — «ієрей», тому нема в протестантизмі титулу — протопресвітер, протоієрей, архіпресвітер, благочинний.
Сан протопресвітера є в Українській греко-католицькій церкві. Відповідно існує поділ юрисдикції єпископа на протопресвітерства, що мають свою історію до 1772 року.
У Елладській православній церкві є сан протопресвітера, наприклад — керівник Центру патристичних видань в Афінах Іоанн Діотіс.
У Болгарській православній церкві протосинкел Софійській митрополії є протопресвітер Ангел Ангелов.
В УПЦ і РПЦ після 1917 року присвоюється в одиноких випадках священникам як нагорода за особливі заслуги за ініціативи й рішенням Патріарха Московського, і не є окремим ступенем Священства.

## Капеланство
12 червня 1890 р. Височайше затверджено «Положення про управління церквами і духовенством військового і морського відомств» в Російській імперії. Засновулися звання протопресвітера військового та морського духовенства, у віданні якого перебували всі церкви полків, фортець, військових шпиталів та навчальних закладів.

## Відомі протопресвітери
- Протопресвітер Гавриїл Костельник
- Протопресвітер Олександр Шмеман
- Протопресвітер Йоан Меєндорф[en]
- Протопресвітер Стефан Сагін
- Протопресвітер Сукачів Василь
- Протопресвітер Пятаченко Павло
- Протопресвітер Павло Пащевський

* Протопресвітер Матвей Стаднюк         

 